# Pedro González de Mendoza
Pedro González de Mendoza (Guadalajara, 3 de maio de 1428 — Guadalajara, 11 de janeiro de 1495), eclesiástico e político castelhano, um dos melhores exemplos da passagem do mundo medieval para o moderno, ao longo do século XV. Foi o quinto filho de Iñigo López de Mendoza, primeiro marquês de Santilhana e de Catarina Figueroa, desde o berço foi destinado à carreira eclesiástica.

## Biografia
Ainda muito jovem, Pedro fora enviado a viver com seu parente Gutierre Gómez de Toledo, bispo de Palência, nomeado em 1442 arcebispo de Toledo, cidade em que vivia. O futuro cardeal foi primeiro pároco de Hita, 25 km. ao norte de Guadalajara, logo arquidiácono. Frequentou a Universidade de Salamanca, entre os anos de 1446 e 1452, onde estudou leis, aprendeu grego e latim e retórica, traduziu a pedido do pai a Ilíada, a Eneida e poemas de Ovídio, doutorando-se em ambos os ramos do Direito, o civil e o eclesiástico.

### Na Corte de D. João II
Em 1452 chega à corte de João II, onde é nomeado capelão da capela real, um ano depois da sua chegada à corte, morria em Valladolid Alvaro de Luna, favorito, do rei até então. No mesmo ano em que morria João II (1453), foi designado bispo de Calahorra e Santo Domingo de la Calzada.

### Na Corte de Henrique IV
Quando morre seu pai, em 1458, passa a encabeçar a poderosa família dos Mendoza, que mais tarde daria origem à Casa do Infantado, utilizando de suas grandes influências na corte castelhana em benefício de sua própria família.
Jovem cardeal e bispo de Calahorra, trocou de partido por pressão papal, pois era partidário do rei Henrique IV de Castela e passou a apoiar sua meia irmã, que se converteu em Rainha Isabel de Castela. Serviu-a por mais de 20 anos, favorecendo com isso a ascensão de sua própria família.
Apaziguador e astuto, converteu-se em cardeal arcebispo de Sevilha e depois de Toledo. Com o confessor da Rainha desde 1475, Hernando de Talavera, foi a pessoa mais influente na corte castelhana. Era «competente, sutil y apuesto», segundo Hugh Thomas em «El imperio español», Ed. Planeta 2003, pg 53, e era chamado «el tercer rey de España». Presidia o conselho de Castela e cavalgava junto da Rainha nas batalhas.
Em 1491 tinha 62 anos. Sua família era a mais poderosa de Castela e muitos membros ocupavam cargos influentes. Foi quem, na corte, batizou a filha do rei Henrique IV de Castela, a desventurada Joana, apelidada a Beltraneja. Graças à amizade que manteve com o legado papal, o inteligente e hedonista cardeal Rodrigo Bórgia, foi nomeado Cardeal de Espanha, logo arcebispo de Sevilha e de Toledo, em 1485, primaz de Espanha. A partir de 1474 foi a mão direita da Rainha, mais moderno que o arcebispo Carrillo, que ajudara Isabel dez anos antes. Lutou na batalha de Toro, sendo ferido.
Foi muito ativo na guerra contra Granada, chegando mesmo a comandante de campo em certa ocasião. Depois da rendição de Guadix e Almería, ordenou que se gravassem cenas da rendição de 154 povoados muçulmanos no coro da Catedral de Toledo, obra parcialmente realizada por Rodrigo Alemán.

#### Genealogia do Cardeal
Seu antepassado Fernán Pérez de Ayala, morto em 1378, deixara três filhos:
- 1 - Pero López de Ayala (?-1407)
- 2 - Elvira, casada com Pero Suárez de Toledo. Pais de:
  - A - Pedro Suárez de Toledo, casado com Leonor de Guzmán, pais de Fernan Pérez de Guzmán (morto em 1460).
- 3 - Aldonza, casada com Pedro González de Mendoza. Pais de:
  - Diego Hurtado de Mendoza (morto em 1404), casado com Leonor de la Vega, pais de Iñigo López de Mendoza (morto em 1458), marquês de Santillana. Seus filhos mais velhos teriam os títulos de Coruña, Infantado, Tendilla. Sua irmã Mencia casou com Pedro Fernandez de Velasco, morto em 1492, condestável de Castela, sendo pais de Bernardino Fernandez de Velasco, Duque de Frías, condestável de Castela, que se casou com uma filha bastarda do Rei Fernando II de Aragão, Joana de Aragão. O Cardeal Mendoza, por sua vez, morto em 1495, deixou 3 filhos tidos com destacadas damas da corte, que a Rainha chamava «os belos pecados do Cardeal». Isabel legitimou sua descendência e chegou a obter do papa Sisto IV autorização para que ele pudesse legar e deixar-lhes mayorazgos.

Seu filho primogênito, Rodrigo de Mendoza, conde del Cid e Marquês de Cenete, casou com dona Leonor de la Cerda y Aragón, neta do Príncipe de Viana. Na ocasião os Reis Católicos lhe deram um marquesado e foram padrinhos da boda.

## Na Corte dos Reis Católicos

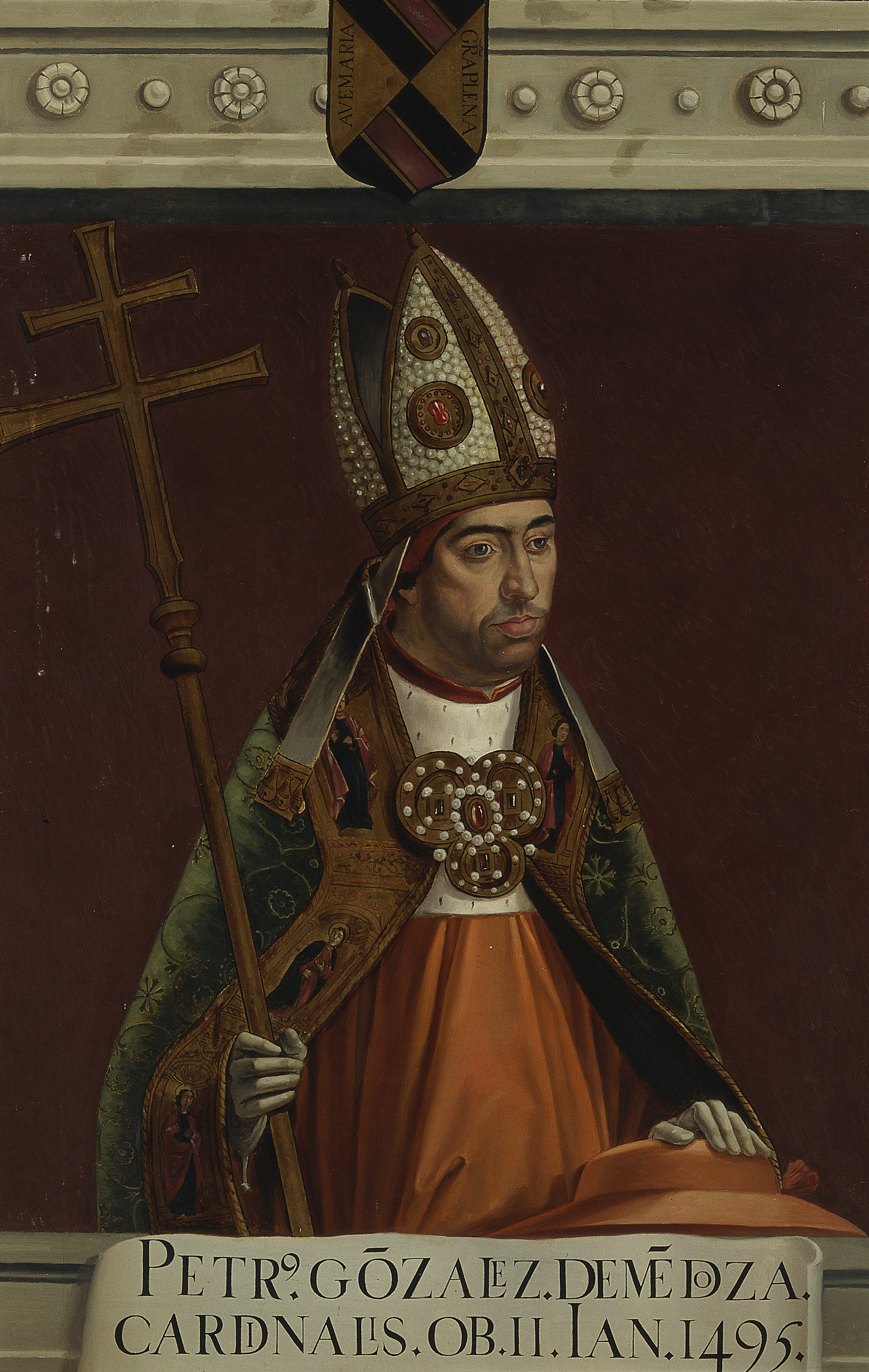
Cardeal Pedro González de Mendoza, Matías Moreno (Museo del Prado).

A colaboração do Cardeal e dos Monarcas foi imediata e total, como quando comandou os exércitos reais, contra os portugueses, em 1 de março de 1476, na batalha de Toro, que serviu para fixar definitivamente Isabel no trono castelhano.
Além disso, recebe novas nomeações nos anos seguintes. Assim em 1477, vê Dom Pedro como nomeado como Abade de Fécamp, na Normandia; e no ano seguinte recebe sob administração permanente o bispado de Osma.

### Arcebispo de Toledo
Em 1 de julho de 1482, morre o rebelde dom Alonso Carrillo de Acuña, arcebispo de Toledo. Como era habitual, o titular de uma diocese, elegia seu sucessor antes de morrer ou mudar de sede, sempre com a aceitação dos reis. Em 13 de novembro de 1482, alcanzou o cargo de arcebispo de Toledo, depois abandonou o resto de seus cargos, menos o bispado de Sigüenza.

### Guerra de Granada e Descobrimento da América
Terminada a guerra com Portugal e afirmados os direitos ao trono, os reis buscaram, novos objetivos em seu reinado, a unidade territorial e religiosa. As expedições militares de primavera e verão contra o reino de Granada, se intensificaram a partir de 1485. Todos os Mendoza participaram, campanha após campanha; em 1485, encontramos o Cardeal, em Córdova, acompanhando dom Fernando; dois anos depois, 1487, entra em Málaga e finalmente em 1492, acompanhado por seu sobrinho, o conde de Tendilla, coloca a bandeira castelhana, na Alhambra de Granada.
Além do problema dos conversos, para os quais dom Pedro sempre manteve posturas compreensivas, sua atitude política foi de grande importância, para outro dos grandes projetos do reinado dos Reis Católicos, a viagem de Cristóvão Colombo ao Novo Mundo, desde el princípio recebeu o apoio do duque de Medinaceli, sobrinho do Cardeal. A associação sempre homogênea dos Mendoza, com o Cardeal Pedro González à frente, foi um dos grandes impulsores, com o financiamento da extensa espera de Colombo, até conseguir a aprovação real e sobretudo, o interesse e o compromisso da rainha Isabel I a respeito dos projetos colombinos, quando o esforço do Reino de Castela era dedicado a tomada do reino de Granada.

### Vida privada e descendência
São conhecidos, pelas crônicas, três filhos do Cardeal; dos amores que, a partir de 1460, teve com Mécia de Lemos, em espanhol Mencía de Lemos (nascida em Portugal, filha de Gomes Martins de Lemos, 1.º Senhor da Trofa, com D. Maria de Azevedo), acompanhante da rainha Juana, nasceram dois filhos:
- Rodrigo Díaz de Vivar y Mendoza (1466 - 1523), futuro conde del Cid e marquês de Cenete;

- Diego Hurtado de Mendoza y Lemos, em (1468 - 1536) conde de Mélito e senhor de Almenara.

Em 1476, pediu a legitimação de seus dois filhos à rainha Isabel, a qual foi concedida em 15 de junho do mesmo ano, em 1478, Sisto IV, concedeu ao cardeal, autorização para testar a favor de seus filhos e seu sucessor Inocêncio VIII, que em 1486, lhe concedeu a verdadeira legitimação. Em 1487, os Reis Católicos concederam a capacidade de instituir, os morgados, que quisera para estes seus dois filhos. Nesta autorização surge também a primeira menção ao terceiro filho do cardeal, Juan Mendoza y Tovar, nascido de Inés de Tovar, em data desconhecida mas certamente muito depois de seus dois meio-irmãos.
Em Guadalajara, em 11 de janeiro de 1495, depois de um ano doente, morria o grande cardeal, deixando como herdeiro de todos seus bens o Hospital da Santa Cruz de Toledo. Seu caixão acompanhado pelos Reis Católicos, em uma solene comitiva, que durou quatro dias, transportou o cadáver, até Toledo, onde foi enterrado no presbitério da Catedral de Toledo, como ele tinha escolhido.

## Trabalho cultural
Escudo do Cardeal, no Coro (Catedral de Sigüenza), seu papel mais importante an cultura da segunda metade do século XV, foi como mecenas, graças ao Cardeal Mendoza, a arquitetura castelhana se renova totalmente, entrando com ele, os modismos renascentistas, influenciado pelo cardenal, dom Rodrigo de Borja, o futuro Papa Alexandre VI, enviado pelo Papa Sisto IV, em 1472, para acalmar os ânimos entre Henrique IV e sua irmã Isabel.
A tarefa construtiva foi incansável. A construção de edifícios, a decoração dos mesmos, lhe atraía o carinho das pessoas, especialmente quando em cada um desses edifícios, apareceriam, as armas de sua linhagem e o escudo heráldico do cardeal.
Suas obras se estenderam por todo o reino de Castela:
- Em Valladolid, o Colégio da Santa Cruz, acabado em 1492.
- Em Toledo, o Hospital da Santa Cruz, boa parte do palácio arcebispal, a pedra trabalhada, da Catedral com o entalhe da guerra de Granada (de Rodrigo Alemán).
- Em Alcalá de Henares, a reforma do palácio dos bispos e a ampliação das Escolas Gerais.
- Em Sevilla, obras na Catedral, em San Francisco na igreja de Santa Cruz.
- Na Catedral de Burgo de Osma, a fachada principal do meio-dia, a sacristia e o púlpito do Evangelho, na Catedral, muito similar a de Sigüenza.

Inclusive em Roma e Jerusalém:
- Em Roma, a reedificação completa da igreja da Santa Cruz ou Croce.
- Em Jerusalém, a consolidação da igreja do Santo Sepulcro e a construção de outro templo em homenagem à Santa Cruz.

### Obras na província de Guadalajara
Onde mais numerosas foram as obras e patrocínios do Cardeal, foi na província de Guadalajara, lugar onde nasceu e onde sua família tinha a maioria de suas posses:
- Casa-Palácio de Guadalajara, Palácio de estilo renascentista, de grande fama nos séculos XV e XVI, destruido por um incêndio no século XVIII.
- Castelo de Jadraque, construído com a estrutura atual, no último terço do século XV, aproximando-se do caráter palaciano das residências renascentistas.
- 'Monastério de Sopetrán, o antigo monastério de Santa María de Sopetrán, localizado perto da desembocadura do Badiel, com o Henares, com a construção da sacristia.
- Monastério de San Francisco em Guadalajara, em sua igreja principalmente, instituído como panteão, da família Mendoza, desde 1395 e desde o século XVII, também cripta dos duques do Infantado.
- Universidade de Sigüenza, em 1476, foi fundado o Colégio Grande de San Antonio de Portaceli, o Papa Sisto IV aprovou as Constituições primitivas em 1483 e promulgadas em 7 de julho de 1484. Anos depois, e a pedido d cardeal, o papa Inocêncio VIII, promulgou uma Bula papal, em abril de 1489, que permitia conceder diferentes graus das matérias dadas.
- Catedral de Sigüenza, realizó varias obras, como o coro.